# Jerzy Kenar
Jerzy S. Kenar (ur. 19 stycznia 1948 w Iwoniczu-Zdroju) – polski rzeźbiarz.

## Życiorys
Jeden z najbardziej znanych w USA polskich artystów.
W 1973 r. wyjechał na stałe do Szwecji. W 1979 roku wyemigrował do USA, gdzie w Chicago otworzył w 1980 r. swoją Wooden Gallery – obecnie Studio Wooden Gallery, centrum wielu wystaw i pokazów, spotkań sławnych postaci. Od 1995 na lotnisku w Chicago oraz od 1998 w bibliotece Publicznej im. Harolda Washingtona w Chicago znajdują się jego stałe wystawy. W 2000 r. rzeźba w Athenaeum, Parku Muzeum Architektury i Sztuki. W 2007 rzeźba-fontanna w Parku „Renaissance” Chicago. W 2012 r. Wystawa indywidualna podczas Art Basel, Miami USA.
W 2012 r. odsłonięcie rzeźby „Unity” w Parku Rydza Śmigłego, Warszawa.
W 2000 został laureatem nagrody TVP Polonia „Za zasługi dla Polski i Polaków poza Granicami kraju”.
W październiku 2008 z rąk ministra kultury i dziedzictwa narodowego Bogdana Zdrojewskiego odebrał Srebrny Medal „Zasłużony Kulturze Gloria Artis”.
W 2012 został odznaczony Krzyżem Kawalerskim Orderu Zasługi RP.